# Stelian Burcea

a Compétitions nationales et continentales officielles uniquement.

b Matchs officiels uniquement.
Dernière mise à jour le 28 août 2018.
Stelian Burcea, né le 7 octobre 1983 à Pitești (Roumanie), est un joueur de rugby à XV roumain qui évolue aux postes de troisième ligne aile ou de troisième ligne centre. Il mesure 1,93 m pour 102 kg.

## Carrière
Il est joueur et capitaine du RCM Timișoara.
Burcea a connu sa première sélection le 17 juin 2006 contre l'équipe de France. Il participe à la coupe du monde de rugby en 2011 (2 matchs) et 2015 (3 matchs).

## Statistiques en équipe nationale
- 71 sélections
- 40 points (8 essais)